# Выполсова
Вы́полсова (эст. Võpolsova), ранее Вы́ползово и Вы́ползова, на местном говоре также Вы́порсова (Võ̭porsova) — деревня в волости Сетомаа уезда Вырумаа, Эстония. Исторически относится к нулку Полода.
До административной реформы местных самоуправлений Эстонии 2017 года входила в состав волости Вярска уезда Пылвамаа.

## География и описание
Расположена недалеко от границы Эстонии и России, в 38 километрах к северо-востоку от уездного центра — города Выру — и в 5 километрах к северу от волостного центра — посёлка Вярска. Высота над уровнем моря — 35 метров.
Территория деревни вытянута и проходит с востока на запад по правому берегу ручья Карисилла. К востоку от деревни находится залив Вярска, к северо-востоку — небольшой залив Рысна.
Климат переходный от морского к континентальному. Официальный язык — эстонский. Почтовый индекс — 64033.

## Население
По данным переписи населения 2021 года, в Выполсова проживали 11 человек, из них 9 (81,8 %) — эстонцы.
По данным Департамента статистики, по состоянию на 1 января 2020 года в деревне насчитывалось 7 жителей, из них 5 мужчин и 2 женщины; детей в возрасте до 14 лет включительно — 3, лиц трудоспособного возраста (15-64 года) — 3, лиц пенсионного возраста (65 лет и старше) — 1.
По данным переписи населения 2011 года, в деревне насчитывалось 5 жителей, все — эстонцы (сету в перечне национальностей выделены не были).
Численность населения деревни Выполсова по данным переписей населения СССР и Департамента статистики Эстонии:
| Год  | 1959 | 1970 | 2000 | 2011 | 2017 | 2018 | 2019 | 2020 | 2021 |
| ---- | ---- | ---- | ---- | ---- | ---- | ---- | ---- | ---- | ---- |
| Чел. | 27   | ↘ 25 | ↘ 16 | ↘ 5  | ↗ 9  | ↘ 7  | → 7  | → 7  |      |

По данным Регистра народонаселения, по состоянию на 29 апреля 2021 года в деревне постоянно проживали 8 человек.

## История
В письменных источниках возможно 1652 года упоминается Выползово, 1750 года — Выползова, 1903 года — Wыpolzowa, 1904 года — Võ̭palsova, Вы́ползово, 1928 года — Võporsova, 1937 года — Võpolsa, 1987 года — Võpõrsova.
На военно-топографических картах Российской империи (1866—1867 годы), в состав которой входила Лифляндская губерния, деревня обозначена как Выползова.
В середине XVIII века Выполсова входила в Печорский уезд и подчинялась Псково-Печерскому монастырю. В XIX веке деревня входила в общину Вяйке-Рысна и относилась к приходу Вярска.
В 1977—1997 годах Выполсова была частью деревни Тоня.

## Происхождение топонима
Если искать эстонское происхождение названия деревни, можно привести для сравнения южно-эстонские слова võpastik («кустарник») и võõpsik («куст», «поросль»).
В случае русского происхождения подходят слова ′выползово′ — в смысле «окраина», «крайние дома деревни», «связанная с озером» — и ′выползание′. У Владимира Даля есть выражение ′выползовские жители, слобожане′. Лингвист Тартуского университета Анжелика Штейнгольде считает, что топоним происходит от слова ′выполз(ок)′ в смысле «змеиная кожа»; «змеёныш»; «злобный человек»; «ребёнок, который учится ходить», но не исключает и предыдущего объяснения.
Топоним Выползово широко распространён в России; ближайшие к Эстонии населённые пункты с таким названием находятся в Псковской области и Ингерманландии.

## Известные уроженцы
- Вабарна, Анне — исполнительница рунических песен сету и сетуская сказительница, «Певческая мать сету»[22].

## Комментарии
1. ↑  Эстонские топонимы, оканчивающиеся на -а, не склоняются и не имеют женского рода (исключение — Нарва)[9].